# Platan ve Skalici
Platan ve Skalici je památný strom v obci Skalice u Miroslavi. Mohutný platan javorolistý (Platanus hispanica) roste v západní části zámeckého anglického parku u potoka Skalička v nadmořské výšce 250 m. Přibližně stotřicetiletý strom s velkými kořenovými náběhy se větví ve 4 m a pravidelná koruna tvořená 7 silnými hlavními větvemi je široká 42 m. S výškou 42 m je platan nejvyšším stromem v parku. Obvod jeho kmenu je 655 cm (měření 2015), o deset let dříve byla jen 540 cm (měření 2005).